# Wonderwall (film)
Pour les articles homonymes, voir Wonderwall.
Pour plus de détails, voir Fiche technique et Distribution.
Wonderwall est un film britannique réalisé en 1968 par Joe Massot qui dirigea Jack MacGowran, Jane Birkin, Richard Wattis, Irene Handl, et Iain Quarrier, avec des caméos par Anita Pallenberg, Amanda Lear et les designers hollandais The Fool (qui furent aussi designers pour le film).

## Synopsis
L'histoire du film tourne autour d'un reclus, un scientifique excentrique Oscar Collins (MacGowran), dont le voisin de palier est un photographe pop (Wattis) et sa copine/modèle (Birkin), se nomme Penny Lane. Découvrant un lambeau de lumière dans le mur du hall qui les sépare, Collins suivant cette lumière aperçoit une séance de photos avec Penny. Il devient obsédé par elle et absorbe tout son temps à l'épier.

## Bande son
La bande son a été composé par le Beatle George Harrison, que Massot avait spécialement approché pour le projet. Harrison n'avait jamais fait auparavant de bande son, et déclara à Massot qu'il ne savait pas comment s'y prendre, mais quand Massot promit d'utiliser tout ce qui sortirait de la création d'Harrison, celui-ci accepta. Avec l'aide de Ringo Starr, Eric Clapton, ainsi que des musiciens hindous, Harrison a ainsi opté pour la musique indienne, qui était devenue sa passion, sur cette bande sonore sortie en 1968. Sur la réédition de l'album en 2014, on a droit à 3 pièces supplémentaires dont la chanson composée par George Harrison et jouée par les Beatles, The inner light, elle apparaît ici en version instrumentale. 

## Fiche technique
- Titre : Wonderwall
- Réalisation : Joe Massot
- Scénario : Gérard Brach, Guillermo Cabrera Infante
- Société de production : Alan Clore Films, Compton Films
- Pays d'origine :  Royaume-Uni
- Genre : Drame
- Durée : 92 minutes
- Dates de sortie : 
  - 17 mai 1968 (Festival de Cannes 1968)
  - 12 janvier 1969 (Royaume-Uni)

## Distribution
- Jack MacGowran : Professeur Oscar Collins
- Jane Birkin : Penny Lane
- Irene Handl : Mrs. Peurofoy
- Richard Wattis : Perkins
- Iain Quarrier : Young Man
- Beatrix Lehmann : Mère
- Brian Walsh : Photographe
- Sean Lynch : Riley
- Bee Duffell : Mrs. Charmer
- Noel Trevarthen : Policier
- Suki Potier : une fille à la soirée
- Anita Pallenberg : une fille à la soirée
- Amanda Lear : une fille à la soirée[1]